# Spelmanslåtar från Värmland
Spelmanslåtar från Värmland är ett musikalbum med Bengt Lindroth, Bo i Rannsätt, Erik Gustavsson och Rune Åsell utgivet 1975 av Sonet Records. A-sidan är inspelad den 9 augusti 1974 på Prästmyra i Ransäter och B-sidan är inspelad den 11 november 1974 på Sveanäs som ligger norr om Karlstad.
Skivan ingick i en svensk folkmusikserie som Sonet Records gav ut och 2001 gavs skivan ut på CD som Folk Tunes from Värmland. Albumet var nummer 7 i ordningen som återutgivits på CD i Sonets folkmusikserie.

## Låtlista
Alla låtar är traditionella om inget annat anges.

### Sida A
1. "Polska efter Lars i Kontere, Gräsmark" – 1:16
2. "Polska efter Carl Ivar Linné, Norra Råda" – 2:05
3. "Polska efter Carl Johan Björklund, Norra Råda" – 1:19
  - Solo: Bo i Rannsätt
4. "Trôvals efter Casper på Vaal, Ransäter" – 1:16
5. "Polska efter Anders Olsson, Nedre Ullared" – 1:22
6. "Polska efter Lars i Kontere, Gräsmark" – 1:33
7. "Polska efter Carl Ivar Linné, Norra Råda" – 1:25
  - Solo: Bengt Lindroth
8. "Brudmarsch från Eda" – 2:04
9. "Polska efter Heike i Kärr, Lekvattnet" – 1:21
10. "Brudmarsch från Norra Råda" – 1:48
  - Solo: Bo i Rannsätt
11. "Halling från Ransäter" – 1:26
12. "Polska från Norra Finnskoga" – 1:45
13. "Polska från Lekvattnet" – 1:14
  - Solo: Bengt Lindroth
14. "Polska efter Alfred Olsson, Gunnarskog" – 1:17

### Sida B
1. "Vals från Eda" – 1:40
2. "Polska från Eda efter Olof Andersson" – 1:31
3. "På skutboudden" (Erik Gustavsson) – 1:33
4. "Mazurka efter Nils på Kul" – 1:58
5. "Vals från Tveta efter Anton Jansson" – 2:38
6. "Polkett efter Carl Iderström" – 1:22
7. "Herrgårdsvals efter Anders Petter Thorén" – 2:40
8. "Polska från Eda" – 1:26
  - Solo: Erik Gustavsson
9. "Vals efter Friden på Hagen" – 2:35
10. "Polska av Olle på Halla" (Olof Johansson) – 1:29
11. "Vals efter Jonas på Näset" – 2:01

Total tid: 38:04

## Medverkande
- Bengt Lindroth — fiol
- Bo i Rannsätt — fiol
- Erik Gustavsson — fiol
- Rune Åsell — fiol